# Садовое (Александровский район)
Садо́вое — село в Александровском районе (муниципальном округе) Ставропольского края России.

## География
Расстояние до краевого центра: 79 км.
Расстояние до районного центра: 12 км.

## История
Основано в 1921 году.
В 1924 году в селе образовалось сельскохозяйственное товарищество «Вперёд».
До 1925 года посеёок Садовый входил в Круглолесский сельский Совет. В 1925 году он получил статус села. В состав Садового сельсовета были включены хутора Дубовый, Назаров, Погореловский и артель «Красное знамя».
Во время коллективизации (1929) в селе организовали два колхоза «Маяк» (86 чел.) и «Красное знамя»* (83 чел.). В 1931 году колхозы с новыми названиями — "Заветы Ильича* и им. Андреева. Хозяйства специализировались на производстве зерна и животноводческой продукции. В Садовом тогда проживало 5746 человек.
С августа 1942 года по январь 1943 года село было оккупировано немецкими войсками.
В 1954 году Садовский сельский совет был упразднён.
До 16 марта 2020 года Садовое входило в упразднённый Круглолесский сельсовет.

## Население
| 1931 | 1989  | 2002  | 2010  | 2014  | 2021  | 2023 |
| ---- | ----- | ----- | ----- | ----- | ----- | ---- |
| 5746 | ↘1336 | ↘1149 | ↗1177 | ↗1200 | ↘1100 | ↘926 |

По данным переписи 2002 года в национальной структуре населения преобладают русские (76 %)
.

## Инфраструктура
- Дом культуры. Открыт 5 сентября 1970 года[15]
- Библиотека. Открыта 15 октября 1922 года[16]
- Детский сад № 29 «Золотой ключик»[17]
- Фельдшерско-акушерский пункт[18]

## Экономика
В 1950 году местные колхозы были объединены в укрупненное хозяйство «Заветы Ильича». В 1954 г. колхозы «Заветы Ильича» и «Комсомолец» (из хутора Дубового) объединились в колхоз им. Хрущева.
В 1958 году колхоз им. Хрущёва был объединён с колхозом «Круглолесский», который с 1959 года стал называться «Родина».
В марте 1967 года из колхоза «Родина» выделился колхоз «50 лет Октября» в пределах села Садового.
В 1992 году колхоз был преобразован в сельскохозяйственное предприятие «Садовое».

## Люди, связанные с селом
- В селе родился Герой Советского Союза Алексей Зацепин.
- Попов В. — тракторист колхоза «50 лет Октября», кавалер ордена Ленина[6].